# Palác Generali
Palác Generali, původně palác pojišťovny Assicurazioni Generali, je nárožní pětipatrový palác v Praze, třítraktová budova s hlavním průčelím ve stylu pařížské secese a boční fasádou eklektickou s prvky novobaroka. Stojí na nároží Václavského náměstí a Jindřišské ulice, na Novém Městě v Praze 1. Adresy domu a vchody jsou tři: Václavské náměstí 832/19, Jindřišská 832/1 a Jindřišská 832/3.

## Historie stavby

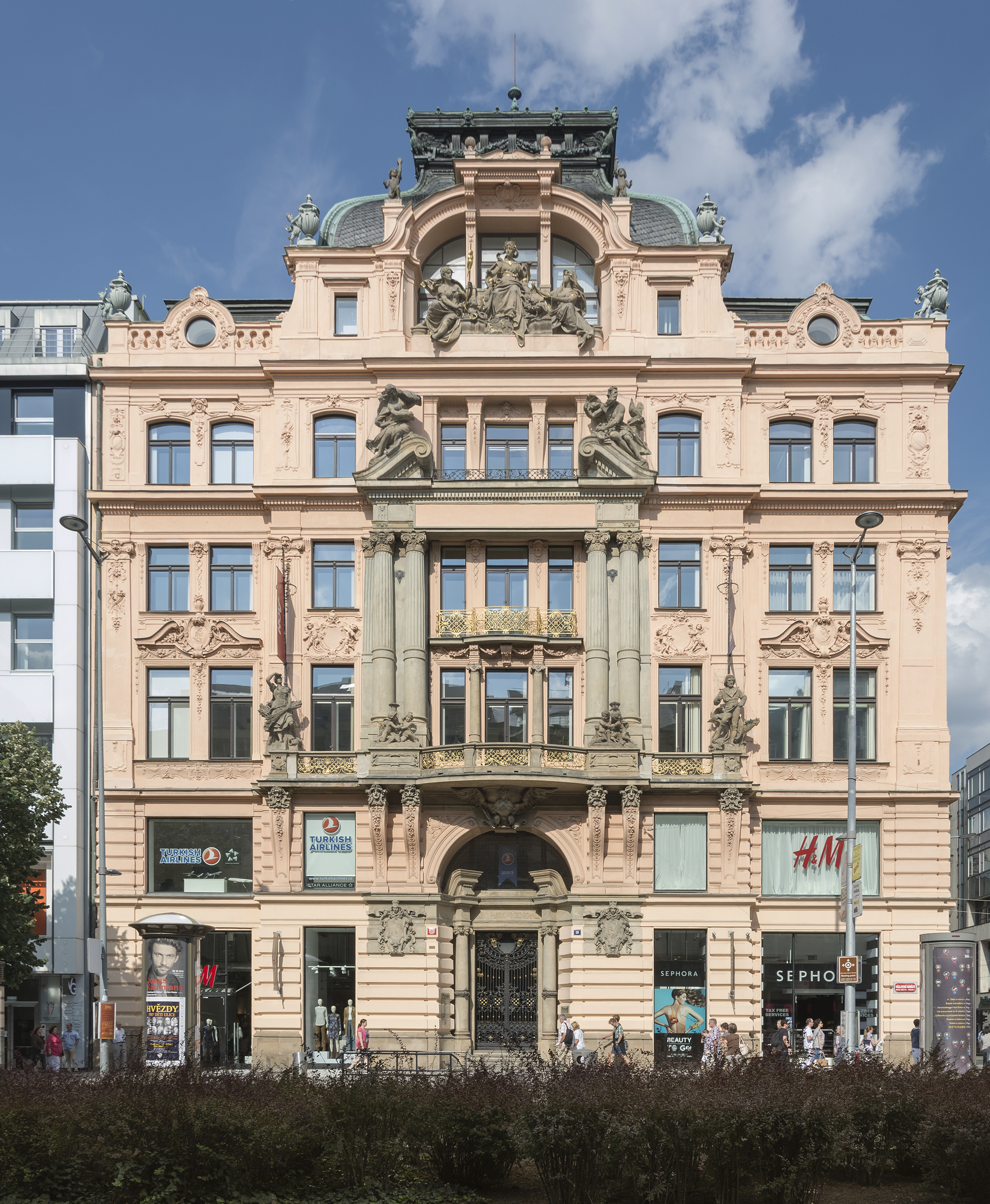
Palác Generali

Roku 1831 vznikla na tomto místě ve dvoupatrovém renesančním paláci s věží zvaném U Císařských (podle jednoho z majitelů, císařského rychtáře) pražská pobočka pojišťovny Assicurazioni Generali, roku 1832 zde společnost otevřela svou kancelář. Při asanaci staré Prahy v polovině 90. let 19. století byla tato krásná, ale příliš malá budova stržena, sochařská výzdoba okenních špalet odstrojena a přenesena do Lapidária Národního muzea. Nový třítraktový palác z let 1895-1896 na této parcele navrhl architekt Friedrich Ohmann a doplnil jej architekt Osvald Polívka (5. patro a detaily interiérů). Sochy v průčelí do Václavského náměstí a na portálech do Jindřišské ulice vytvořili Stanislav Sucharda, Čeněk Vosmík, Bohuslav Schnirch a další. V této pražské pobočce pracoval od 1. listopadu 1907 do 15. července 1908 Franz Kafka.

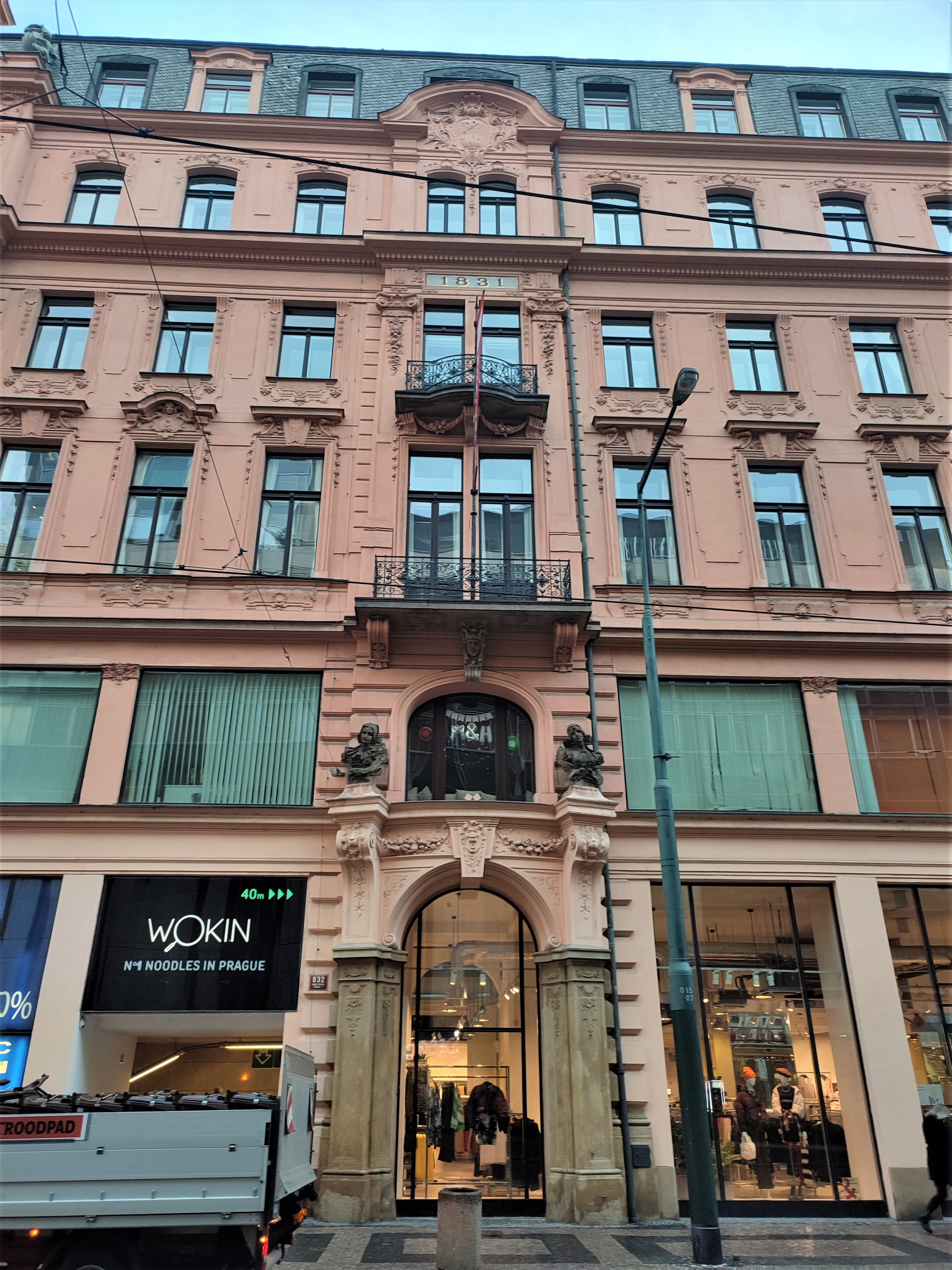
Zaslepený novobarokní portál paláce v Jindřišské ulici 3

Investorem mohutné stavby byly pojišťovny Assicurazioni Generali a Moldavia Generali. Stavbu domů navrhl architekt Friedrich (Bedřich) Ohmann a pod jeho dozorem probíhala v letech 1897–1898. Patřila k prvním pražským stavbám s převažujícím charakterem stylu secese. Zahrnovala tři obchodní a nájemní domy propojené pasáží. Dva portály do Jindřišské ulice jsou novobarokní.
Palác byl roku 1928 propojen pasáží ve tvaru písmene "L" se sousední novostavbou proskleného paláce Praha čp. 834/I na Václavském náměstí 17 od architekta Rudolfa Stockara a v jeho suterénu bylo až do počátku 90. let 20. století provozováno kino "Praha" s 500 sedadly.  Bylo zlikvidováno během novostavby domu obchodu Graaf.
V 50. letech 20. století proběhly přestavby obou staticky narušených kupolí a adaptace nárožních prostor v přízemí pro knihkupectví. V 60. letech byla část prostor přízemí a prvního patra vybourána a brutálně adaptována pro Polské kulturní středisko, hlavní kancelářské prostory tehdy obsadil Úřad pro patenty a vynálezy. V roce 1969 byla východní část přízemí přilehlého domu č. 5 do Jindřišské ulice adaptována pro legendární prodejnu francouzských lahůdek Paris-Praha, které byla provozována do roku 2010.  Koncem 70. let byly suterénní prostory a část přízemí domu v Jindřišské ulici 1 adaptovány pro vstup a vestibul stanice metra Můstek trasy A. Od 90. let se v obchodních prostorách do Jindřišské ulice prováděly další adaptace, střídají se nájemci a celkový stav paláce k roku 2021 zůstává zanedbaný.